# Klunsen
Klunsen: en saga om en liten hund är en barnbok skriven av Per Beckman. Den utgavs första gången 1971. Sagan handlar om Klunsen, en liten hund som tycker han är alldeles för ful och önskar sig därför diverse saker som grisöron, tuppstjärt, fiskfjäll och duvvingar. När han sedan stöter på en annan Kluns som inte vill vara kompis med honom för att han ser så konstig ut så önskar han bort alla de saker han önskat sig tidigare.